# Relacions encreuades
Relacions encreuades (títol original: When the Party's Over) és una comèdia dramàtica protagonitzada per Sandra Bullock i Rau Dawn Chong. Dirigida per Matthew Irmas. Estrenada el 1993. Ha estat doblada al català.

## Argument
En una festa de finalització d'any en un glamurós barri de la ciutat de Los Angeles viuen un grup de joves, entre els quals destaquen M.J (Rau Dawn Chong), una executiva; i Amanda (Sandra Bullock), una pintora. Ambdues tenen una visió una mica decebedora de la vida fins que una de les dues, M.J, descobreix la manera més agradable d'aprofitar les seves amistats i poder escalar posicions en el treball i aconseguir el que ella vol en la seva vida d'una forma ràpida i senzilla.
No obstant això M.J s'adonarà que quan arribi l'alba, la música s'apagui, la festa s'acabi i les seves amistats se'n vagin, res no serà el que semblava i com a conseqüència haurà de fer front al gran buit que sentirà en la seva vida, en la qual només estarà al seu costat la seva única amiga, Amanda.

## Repartiment
- Sandra Bullock: Amanda
- Rae Dawn Chong: M.J.
- Kris Kamm: Banks
- Fisher Stevens: Alexander
- Elizabeth Berridge: Frankie
- Brian McNamara: Taylor
- Paul Johansson: Henry
- Michael Landes: Willie
- Raymond Cruz: Mario

## Rebuda crítica i comercial
| «                                 | Una pel·lícula seriosa sobre els judicis, problemes i (bones i dolentes) experiències dels joves. No se la pot perdre. | » |
| — Dustin Putman, crític de cinema | |   |

Estrenada en un únic cinema dels Estats Units va recaptar 3.514 dòlars, durant una sola setmana d'exhibició. Es desconeix quin va ser el pressupost. Va ser estrenada en la majoria de països en televisió, sense tenir cabuda en els circuits comercials de les sales cinematogràfiques.